# Edgewood (Waszyngton)
Edgewood – miasto w Stanach Zjednoczonych, w stanie Waszyngton, w hrabstwie Pierce.